# Хірано Ґо
Хірано Ґо (яп. 平野 剛) — японський гомоеротичний художник. Мистецтвознавець Таґаме Ґенґоро розглядає його, разом із Місімою Ґо, Фунаямою Санші  та Окавою Тацуджі,  як визначну фігуру першої хвилі діяльности сучасних гомоеротичних художників у Японії.

## Життєпис
Про життя Ґо відомо дуже мало, позаяк його роботи подавались до редакції анонімно. Його ілюстрації відзначаються своїм реалістичним стилем, в них часто фігурують чоловіки з волоссям на тілі. 
У 1960-х роках роботи Ґо публікувалися у фетишистському часописі «Фузокукітан». У 1970-1990 роках Хірано Ґо з’являвся в «Баразоку», першому комерційному гейському часописі в Японії.